# Gortatowice
Gortatowice – wieś w Polsce położona w województwie łódzkim, w powiecie rawskim, w gminie Cielądz.
Do 1954 roku istniała gmina Gortatowice. W latach 1954–1972 wieś należała i była siedzibą władz gromady Gortatowice. W latach 1975–1998 miejscowość administracyjnie należała do województwa skierniewickiego.